# 中国计算机科学大事年表
中国计算机科学大事年表按照时间顺序罗列了中华人民共和国建国以来，在计算机科学领域发生的重大事件。

## 大事记
| 时间 | 事件 | 研发单位                                                                                                  |
| ---- | --- | --- |
| 1956 | 3月，闵乃大、胡世华、徐献瑜、张效祥、吴几康等组成代表团参加在莫斯科办的“计算技术发展道路”国际会议。从苏联“取经”，为中国制定12年规划的计算机部分作技术准备。12年科技规划中确定中国科学院成立计算技术、半导体、电子学及自动化等四个研究所。 | |
| 1956 | 华罗庚受命筹建中国科学院计算技术研究所 | |
| 1956 | 夏培肃设计了中国第一台电子计算机运算器和控制器，同时编写了中国第一本電子計算機原理讲义。 | |
| 1956 | 复旦大学数学系和物理系师生合作研究、设计，成功研制中国第一台大型电子模拟计算机——复旦601型电子积分机。 | |
| 1956 | 清華大學創辦半導體專業。 | |
| 1957 | 哈尔滨工业大学研制成功国产第一台结构式模拟计算机。 | |
| 1958 | 哈尔滨工业大学研制成功国产第一台能说话、会下棋的数字计算机。清华大学和东北大学（原名东北工学院）分别研制成功一台非线性电子模拟计算机和一台模拟电子计算机。 | |
| 1958 | 中国第一台计算机103机（即DJS-1型计算机）研制成功；字长31位，内存容量为1024字节，运算速度每秒450次，1958年8月1日该机可以表演短程序运行。 | 中国科学院计算所与北京有线电厂共同研制                                                                    |
| 1958 | 中国第一台电子管专用数字计算机数字指挥仪901样机问世 | |
| 1959 | 中国科学院计算所研制成功104机（即DJS-2型计算机）,浮点40二进制位、每秒1万次，使用磁芯存储器。 | 中国科学院计算所                                                                                          |
| 1960 | 4月， 夏培肃领导的科研小组研制完成小型通用电子数字计算机107机。 | 华北计算所                                                                                                |
| 1961 | 由徐家福、杨芙清等人撰写的《程序设计》问世；是一本中国早期有代表性的计算机高级语言通用教材。 | |
| 1963 | 中国第一台大型晶体管电子计算机109型机研制成功；标志中国电子计算机技术进入第二代。使用2万多只晶体管，3万多只电子管 | 中国科学院计算所                                                                                          |
| 1964 | 第一台自行设计的大型通用数字电子管计算机119机，通用浮点44二进制位，运算5万次/秒 | 中国科学院计算所                                                                                          |
| 1964 | 441B全晶体管计算机由慈云桂在哈尔滨中国人民解放军军事工程学院主持研制成功。这是中国首次自主创新，且实现工业化批量生产的晶体管计算机, 并在全国广泛推广应用。康鹏发明的隔离阻塞振荡器和推拉触发电路为该机研制成功的基础，开创了国产晶体管成功应用于计算机的先河。该机研制成功，奠定了此单位成为后来巨型计算机系列“银河”和“天河”诞生的揺蓝。 | 长沙国防科技大学（原中国人民解放军军事工程学院）                                                          |
| 1965 | DJS-II型机的操作系统编制完成 | |
| 1965 | 108乙型机由华北计算所设计，内存储器由2组大磁芯体构成，可以内存32768个全字长单元，外存储器由4个磁鼓构成,每个磁鼓存储量16384个全字长单元，还可配有磁带机，每个磁带机的容量是磁鼓的16倍。输入采用光电输入和电传打字机输入两种，使用打印机输出，使用修改后的ALGOL-60。北京有线电厂生产，前后共生产56台。 | 华北计算所                                                                                                |
| 1965 | 筹建电子计算机外部设备研究所，集中了一大批技术力量,同时开展外部设备中最薄弱的磁盘机,磁带机,打印机的研制工作。 | |
| 1965 | 中科院计算所研制成功中国国第一台大型晶体管计算机109乙机，浮点32二进制位，每秒6万次。 | 中国科学院计算所                                                                                          |
| 1967 | 中国科学院计算所研制成功109丙大型晶体管计算机。字长48位，内存容量分数据存贮器32K字，指令存贮器4K字，运算速度每秒11.5万次。 | 中国科学院计算所                                                                                          |
| 1970 | 哈尔滨中国人民解放军军事工程学院主持研制的中国第一台具有多道程序分时操作系统和标准汇编语言的计算机441B-III型机研制成功；全晶体管计算机。 | 长沙国防科技大学（原中国人民解放军军事工程学院）                                                          |
| 1972 | 上海华东计算技术研究所研制大型集成电路通用数字电子计算机，每秒运算11万次。 | 上海华东计算技术研究所                                                                                    |
| 1973 | 元月，第四机械工业部在北京召开了"电子计算机首次专业会议"(即7301会议)，确定了发展系列机的方针，提出联合研制小、中、大三个系列计算机的任务，以中小型机为主，着力普及和运用。 | |
| 1973 | 中国第一台百万次集成电路电子计算机150机研制成功；由北京大学、北京有线电厂和燃化部等有关单位共同研制；字长48位，存储容量13KB。该操作系统由北京大学教授杨芙清领衔研制，这是国内第一个自行设计的操作系统。 | 北京大学、北京有线电厂和燃化部等有关单位                                                                  |
| 1974 | 四机部、一机部、中国科学院、新华社、国家出版事业管理局联合提出研制汉字信息处理工程，命名为"748工程"，并通过国家计委批准立项。 | |
| 1974 | 中国第一个系列化的机种小型集成电路计算机DJS-130机研制成功，软件与美国DG公司NOVA系列兼容。DJS 100系列机的出现起了多方面的重要作用：它带动了我国计算机产业的发展，全国有三十多个工厂相继投产过DJS 100系列的130机、高端的140机和142机、低端的120和110机，和其他派生机型；它带动形成过我国计算机应用的一个高潮，DJS 100系列是从1956年到改革开放前那段国产计算机中产量和应用最多的计算机机型。据统计，DJS 100系列各个型号的计算机生产总量一共达到一千多台。 | 清华大学、华东师范大学等单位                                                                              |
| 1976 | DJS-183机大型通用集成电路电子计算机研制成功，软件与美国DEC公司PDP-11系列兼容 | 华北计算所和国营南丰机械厂联合研制                                                                        |
| 1977 | 中国第一台微型计算机DJS-050机微型机通过鉴定，该机CPU为14片电路组成,兼容Intel 8080A。 | 清华大学、安徽无线电厂和四机部电子技术推广应用研究所等联合设计                                            |
| 1977 | 银河巨型计算机由慈云桂主持开始研制，长沙国防科技大学（原中国人民解放军军事工程学院）承担研制工作。 | 长沙国防科技大学（原中国人民解放军军事工程学院）                                                          |
| 1978 | DJS-051A 微机完成研制，指令与Intel 8080A一致，CPU 8位,主频500Khz~1Mhz，由4片IC组成，输入使用光电输入机或者电极头输入机，输出使用小型打印机，内存ROM 256，RAM 2~4K。 中科院自动化所与医学专家合作开发出第一个关幼波肝炎人工智能专家系统 | 上海无线电十四厂等 中科院自动化所                                                                         |
| 1979 | 仿制微机DJS-045系列及DJS-045060系列 8080 的微处理器和 6800 微处理器 | |
| 1979 | DJS140计算机样机通过鉴定。该机规模与NOVA840相当，字长16位，内存容量128K字，运算速度每秒80万次。规模与NOVA840相当，字长16位，内存容量128K字，运算速度每秒80万次。140机系统软件相当齐全，把国外NOVA-840机的全部系统软件移植到140机上，国外同类机的软件均可在140机上使用，机器有强有力的操作系统，在MRDOS控制下可多道程序运行机器配有实时FORTRAN Ⅳ，FORTRAN V，多用户BASIC，ALGOL-60等语言，是我国目前计算机中系统软件较完善的机器；140机具有较完善的外部设备，可配6MB的磁盘4台，半英寸磁带机8台、变行打印机1台、X—Y笔绘图仪、光电输入机、电传打字机等设备。 | 清华大学、北京无线电三厂、锦州无线电厂等联合设计研制                                                      |
| 1979 | 华东计算技术研究所研制了每秒运算450万次的集成电路计算机HDS-9机 | 华东计算技术研究所                                                                                        |
| 1979 | 王选教授用中国第一台激光照排机排出样书。 | |
| 1980 | DJS－210计算机通过系统鉴定 | 南京大学、常州计算机厂和广州计算机厂等单位联合设计                                                        |
| 1981 | GB2312国家标准《信息处理交换用汉字字符集（基本集）》颁布实施 | |
| 1982 | DJS153小型计算机通过鉴定。该机为100系列的高档机，字长16位，内存容量128K字，运算速度每秒125万次。先后在天津、潍坊、苏州和上海投产。 | 天津计算机研究所（原无线电研究所）                                                                        |
| 1982 | DJS185小型计算机通过鉴定，字长16位，内存容量16～128K，运算速度每秒50万次，功能与PDP11相当。 | 上海计算机厂                                                                                              |
| 1982 | 华北计算所研制出DJS186小型计算机。该机是180系列的高档机，字长16位，内存容量256K字，运算速度每秒100万次。由北京有线电厂投产。 | 华北计算所                                                                                                |
| 1982 | DJS186小型计算机研制，是180系列的高档机。由北京有线电厂投产，字长16位，内存容量256K字，运算速度每秒100万次。 到1982年底，中国已经有了4000台计算机（不包括微型机），其中进口计算机450台，大概有200种机型，中国第一代计算机共生产了45台，第二代计算机生产了200台，其余都是DJS-100系列。 | 华北计算所                                                                                                |
| 1983 | 常州第二无线电厂与华东师范大学联合研制第一代HZ8401汉字智能显示终端，采用大规模集成电路和微处理器技术；中国磁记录设备公司已生产出24兆磁盘机、6兆盒式磁盘机等产品。 | |
| 1983 | 电子部六所开发的我国第一台PC机——长城100 DJS-0520微机(与IBM PC机兼容)通过部级鉴定。 | 电子部六所                                                                                                |
| 1983 | 南京有线电厂的紫金-Ⅱ号微型机投入批量生产，该机仿制APPLE—Ⅱ，内存容量扩大至64K位，键盘为分离式，并增加了12个功能键。。 | 电子科技大学研发，南京有线电厂、陕西计算机厂、福建计算机厂批量生产                                        |
| 1983 | 五笔字型汉字输入法通过鉴定 | |
| 1983 | 大型向量流水并行机——757型机，运算速度达到每秒向量运算0.1亿次。 | |
| 1983 | 国防科技大学研制“银河I号”巨型计算机，运算速度达每秒1亿次。 | |
| 1984 | 新技术发展公司宣布成立，是联想集团的前身 | |
| 1985 | 华光Ⅱ型汉字激光照排系统投产 | |
| 1985 | 长城0520CH推出 | 中国长城计算机集团公司(原中国计算机发展公司）                                                             |
| 1986 | 中华学习机(CEC-1型)投入生产 | 清华大学主持联合设计，有电子部六所、国营734厂(南京有线电厂)、陕西省计算机厂以及华明计算机有限公司参加研制 |
| 1987 | 中国首次实现与国外的计算机联网，北京计算机应用技术研究所向西德卡尔斯鲁厄大学发出中国第一封电子邮件（E-mail）。 | |
| 1988 | 长城386推出 | 中国长城计算机集团公司(原中国计算机发展公司）                                                             |
| 1988 | 我国第一个工作站系列——华胜3000系列研制成功 | 电子部六所等单位                                                                                          |
| 1988 | 发现首例计算机病毒 | |
| 1989 | EST/IS4260智能工作站 | |
| 1992 | 长沙国防科技大学研制出银河-Ⅱ通用并行计算机，峰值速度达每秒4亿次浮点运算(相当于每秒10亿次基本运算操作)，为共享主存储器的四处理机向量机，其向量中央处理机是采用中小规模集成电路自行设计的，总体上达到80年代中后期国际先进水平，主要用于中期天气预报。 | 长沙国防科技大学（原中国人民解放军军事工程学院）                                                          |
| 1993 | 曙光一号全对称共享存储多处理机完成研制，这是国内首次以基于超大规模集成电路的通用微处理器芯片和标准UNIX操作系统设计开发的并行计算机。 | 国家智能计算机研究开发中心                                                                                |
| 1994 | 7月，“中国教育和科研计算机网”采用IP/x.25技术，连接北京、上海、广州、南京、西安等五所城市，并通过NCFC的国际出口与Internet互联，成为运行TCP/IP协议的计算机互联网络。 | |
| 1995 | 曙光公司推出曙光1000，含36个处理机,峰值速度达每秒25亿次浮点运算，实际运算速度达每秒10亿次浮点运算。 | 曙光公司                                                                                                  |
| 1996 | 6月18日，东软集团（原东大阿尔派）在上海证券交易所挂牌，成为中国第一家上市的软件公司。 | |
| 1997 | 长沙国防科技大学研制出银河Ⅲ，峰值性能为每秒130亿次浮点运算。 | |
| 1997 | 10月，中国公用计算机互联网（CHINANET）与中国科技网（CSTNET）、中国教育和科研计算机网（CERNET）、中国金桥信息网（CHINAGBN）的互连互通。 | |
| 1999 | 长沙国防科技大学研制1024个CPU组成的银河Ⅳ超级计算机，峰值性能达到每秒1.0647万亿次浮点运算，其各项指标均达到当时的国际先进水平。 | |
| 2000 | GB18030编码标准 | |
| 2001 | 中国科学院计算技术研究所开始研制具有自主知识产权的高性能通用CPU芯片，他们把这一项目命名为“龙芯”。 | |
| 2002 | 8月，“龙芯”1号完成研制，9月28日正式面世；同年12月，由中科院计算所、海尔集团、长城集团长软公司、中软股份、中科红旗、曙光集团、神州龙芯等国内七家联手发起的“龙芯联盟”正式成立，这意味着龙芯从此有了一条完整的产业链条。 | |
| 2004 | 8月17日，山东大学王小云、中国科学院软件研究所冯登国、上海交通大学来学嘉、山东大学于红波四人在美国加州圣巴巴拉举行的国际密码学会议（Crypto’2004）上公布对于MD5、HAVAL-128、MD4和RIPEMD四个著名HASH算法的破译结果。 | |
| 2004 | 12月23日，中国国家顶级域名.CN服务器的IPv6地址登录到全球域名根服务器。 | |
| 2005 | 龙芯2号正式面世 | |
| 2006 | 漢芯騙局、“方舟3號”芯片停止研發，打擊中國芯片製造業 | 上海交大汉芯科技有限公司、方舟科技(北京)有限公司                                                          |
| 2009 | “天河一号”诞生。 | |
| 2013 | “天河二号”在国家超算广州中心投入运行 | |
| 2016 | 使用中国自主芯片制造的“神威太湖之光”取代“天河二号”登上全球超级计算机500强榜单之首。 | |

### 引用
1. ↑  张晓松; 王立彬; 李佳路. . 人民网. 2000-08-17  [2017-07-11]. （原始内容存档于2020-06-13）.
2. ↑  . 凤凰网. 新华网. 2010-11-16  [2017-07-11]. （原始内容存档于2019-07-14）.
3. ↑  李国杰. . 中国科学院计算技术研究所. 2001  [2017-07-11]. （原始内容存档于2019-07-10）.
4. ↑  . www.loongson.cn.   [2018-07-12]. （原始内容存档于2018-07-12） （中文（中国大陆））.
5. ↑  CNNIC. . 中国互联网络信息中心. 2009-05-26  [2017-07-11]. （原始内容存档于2017-06-26）.
6. ↑  CNNIC. . 中国互联网络信息中心. 2009-05-26  [2017-07-11]. （原始内容存档于2017-06-26）.
7. ↑  CNNIC. . 中国互联网络信息中心. 2009-05-26  [2017-07-11]. （原始内容存档于2017-07-09）.
8. ↑  CNNIC. . 中国互联网络信息中心. 2009-05-26  [2017-07-11]. （原始内容存档于2017-06-26）.
9. ↑  . www.sohu.com. 2018-04-27  [2018-07-12]. （原始内容存档于2018-07-12）.
10. ↑  . 知乎专栏.   [2018-07-12]. （原始内容存档于2018-07-12） （中文）.
11. ↑  . 中国经济网—《经济日报》.   [2019-02-17]. （原始内容存档于2020-06-13）.
12. ↑  翁奇羽; 单芳. . 新华社.   [2019-02-17]. （原始内容存档于2019-02-18）.